# Radlpass
Der Radlpass (slow.: Radelj) ist ein Sattel auf einer Höhe von 662 m ü. A. in den Lavanttaler Alpen, der den Poßruck von der Koralm trennt und das österreichische Bundesland Steiermark von der slowenischen Landschaft Untersteiermark. Angrenzende Gemeinden sind in Österreich Eibiswald und in Slowenien Radlje ob Dravi (Mahrenberg).
Von Österreich aus wird er von der Radlpass Straße B 76 erschlossen. Die slowenische Bezeichnung des Sattels und gleichnamigen Grenzübergangs lautet Radelj.
Der Pass liegt im Landschaftsschutzgebiet Nr. 3 „Soboth-Radlpass“. Dieses Gebiet ist von Wiesen und Wäldern in einer großräumigen Waldlandschaft, von Grünlandnutzung und kleinräumigen Streuobstwiesen geprägt. Die Unterschutzstellung dient der Erhaltung des landschaftlichen Charakters, der natürlichen und naturnahen Landschaftselemente sowie der Bewahrung der Landschaft als Erholungsraum für die Allgemeinheit. Geschützt sind beispielsweise die großen zusammenhängenden unverbauten Flächen wie naturnahe Waldflächen, die strukturierte Kulturlandschaft mit ihren Kleinbiotopen wie Gebüschen und Baumgruppen, die Feldrain- und Waldrandgesellschaften, die naturnahen strukturreichen Kleingewässer wie Quellen, Bäche etc., die Lebensräume für die im Schutzgebiet vorkommenden Tier- und Pflanzenarten und die naturnahen Bachabschnitte.
Auch der Europäische Fernwanderweg E6 überquert am Radlpass die österreichisch-slowenische Grenze. In Ost-West-Richtung verläuft hier weiters der Südalpenweg, ein österreichischer Weitwanderweg.